# Herb Kańczugi
Herb Kańczugi – jeden z symboli miasta Kańczuga i gminy Kańczuga w postaci herbu.

## Wygląd i symbolika
Herb przedstawia na błękitnej tarczy ze złotym otokiem rogaciznę (koniec strzały) złotą zwróconą końcem ku górze zawieszoną na części złotego dzwonu. W dole półksiężyc złoty z różkami ku górze, w środku złota, sześcioramienna gwiazda. 
Wizerunek herbowy nawiązuje do herbu rodu Ostrogskich, założycieli miasta.

## Historia
Pierwotnie Kańczuga posługiwała się pieczęciami miejskimi z wizerunkiem serca przeszytego na krzyż dwoma mieczami. Taki wizerunek pojawił się już w 1554 roku.
W dwudziestoleciu międzywojennym, Helena Polaczkówna nie posiadając pełnego obrazu dawnej symboliki, zaproponowała wzór herbu benefaktorki miasta, Anny z Kostków Ostrogskiej.

## Kontrowersje
Herb znajduje się na nieprawidłowej tarczy, powinna być tarcza tzw. hiszpańska. Żółta obwódka jest elementem nieznanym w heraldyce. Dodatkowe „różki” u półksiężyca, są prawdopodobnie błędną interpretacją opisu herbu „z różkami ku górze” – twórca rysunku mógł nie wiedzieć, że różki to po prostu rogi półksiężyca.